# Opera Ballet Vlaanderen

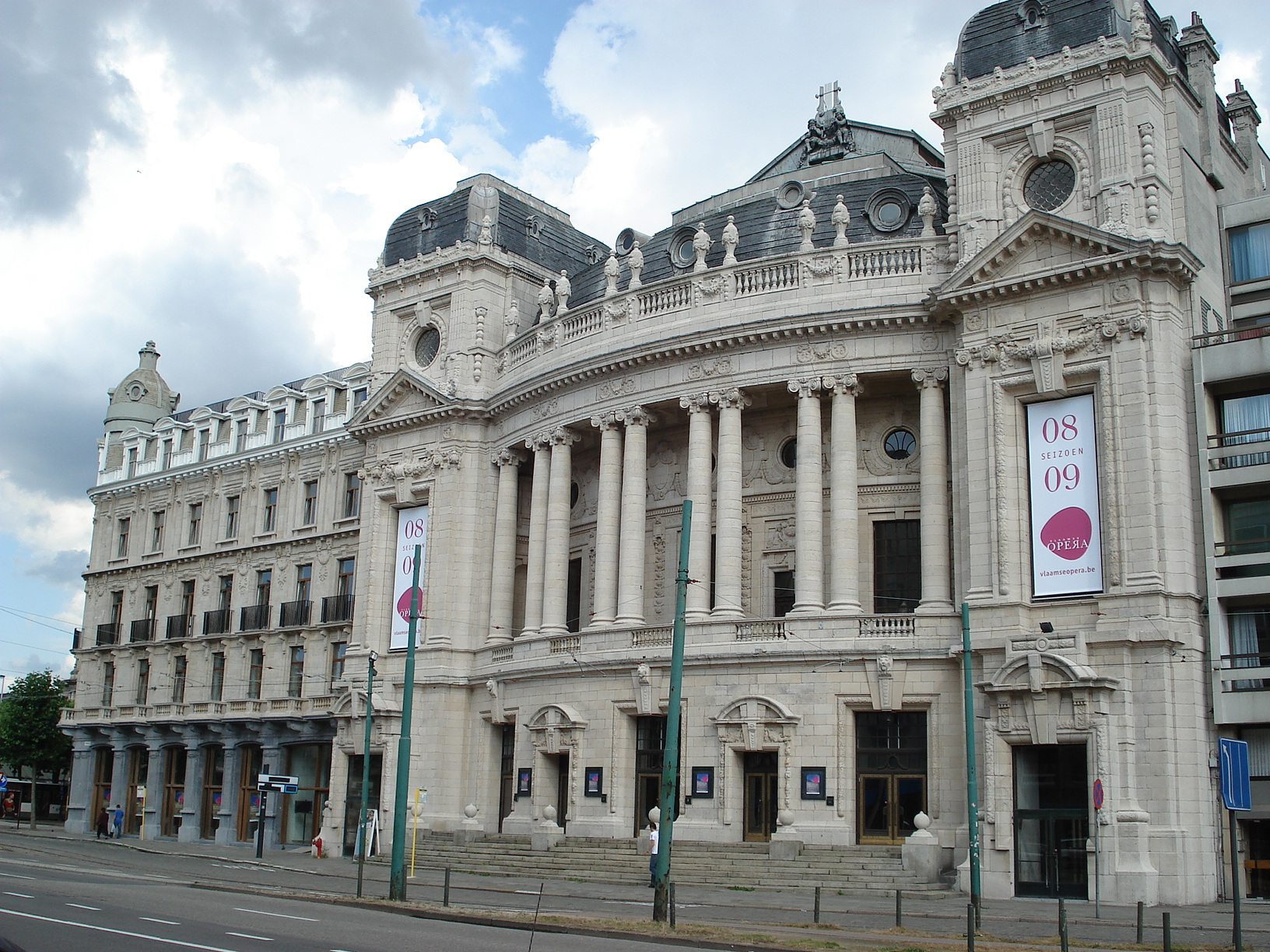
Opera Antwerpen aan het Operaplein

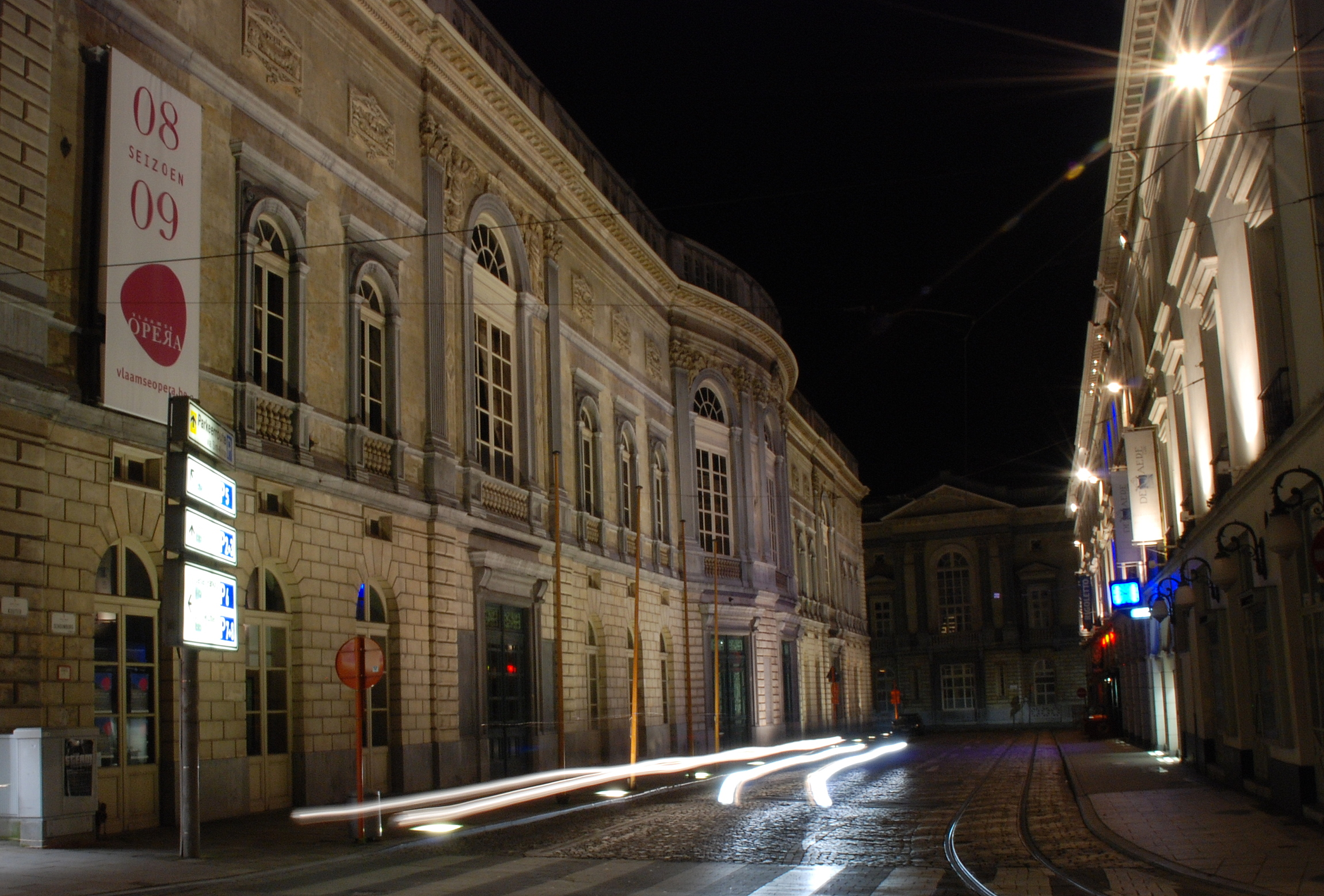
Opera Gent aan de Kouter

Opera Ballet Vlaanderen is een Vlaamse vzw die opera- en balletproducties verzorgt. De organisatie komt voort uit een fusie tussen de Vlaamse Opera en het Ballet van Vlaanderen in 2014. Opera Ballet Vlaanderen is voornamelijk actief in Antwerpen en Gent op volgende vaste locaties:
- Opera Antwerpen, Frankrijklei 1
- Opera Gent, Schouwburgstraat 3
- Theater ‘t Eilandje (balletstudio's), Kattendijkdok-Westkaai 16

## Geschiedenis
Wegens financiële moeilijkheden in de stadsopera's van Antwerpen en Gent werd in 1981 de intercommunale maatschappij Opera voor Vlaanderen (OVV) opgericht. Partners waren de steden Antwerpen en Gent en de Vlaamse Gemeenschap. Beide stedelijke opera's werden hiermee gefuseerd. Midden 1986 waren de financiële middelen van de OVV echter uitgeput en konden de lonen niet verder uitbetaald worden. De Vlaamse Gemeenschap weigerde bij te springen, en de opera werd een tijdlang bezet door de personeelsleden. Een onderzoekscommissie van de Vlaamse Raad bracht een vernietigend verslag uit over het beheer van OVV. De Vlaamse Regering stelde in 1987 een herstructureringsplan op, dat de ontbinding inhield van OVV. Opera voor Vlaanderen werd ontbonden op 4 juli 1988.
De Vlaamse Regering stond erop dat een volwaardige opera moest blijven bestaan in Vlaanderen. Op 20 juli 1988 werd dan de vzw Vlaamse Operastichting (VLOS) opgericht. Het was de bedoeling dat de VLOS de meeste personeelsleden van OVV zou overnemen. Hiervoor organiseerde men echter nieuwe audities en een groot aantal personeelsleden werd niet opnieuw aangeworven. Een aantal rechtszaken volgde, waaruit onder meer zou blijken dat de vzw-structuur niet de geëigende opvolger kon zijn van een intercommunale.
Daaruit volgde bij het decreet van 5 april 1995 de oprichting van de Vlaamse Opera als Vlaamse Openbare Instelling met rechtspersoonlijkheid. Deze ging van start vanaf 1 september 1996. Intendant werd Marc Clémeur, die werd herbenoemd voor een tweede termijn tot 2008. Op 1 juni 2008 werd de structuur van de organisatie opnieuw omgevormd tot een privaatrechtelijke vereniging zonder winstoogmerk, de Vlaamse Opera vzw. De nieuwe Raad van bestuur stelde Aviel Cahn aan als intendant.
In 2014 vond een fusie plaats tussen de Vlaamse Opera en het Ballet van Vlaanderen, leidend tot het Kunsthuis Opera Ballet Vlaanderen. Jan Vandenhouwe volgde in 2019 Aviel Cahn op als artistiek directeur. Van 2015 tot 2022 was de Belgisch-Marokkaanse choreograaf Sidi Larbi Cherkaoui artistiek directeur van het balletgezelschap. Vanaf seizoen 2022-2023 is Jan Vandenhouwe de enige artistieke leider van de organisatie. Sinds 2020 is Jan Raes algemeen directeur van de organisatie.

## Leiding
Artistieke directie opera:
- 1981: Alfons Van Impe
- 1987: Gerard Mortier
- 1989: Marc Clémeur
- 2009: Aviel Cahn
- 2019: Jan Vandenhouwe

Artistieke directie ballet:
- 1969: Jeanne Brabants
- 1984: Valery Panov
- 1987: Robert Denvers
- 2005: Kathryn Bennetts
- 2015: Sidi Larbi Cherkaoui
- 2022: Jan Vandenhouwe

Het symfonisch orkest van Opera Ballet Vlaanderen staat onder leiding van:
- 1989: Rudolf Werthen
- 1993: Stefan Soltezs
- 1997: Marc Minkowski
- 2000: Massimo Zannetti
- 2002: Ivan Törzs
- 2009: Yannis Pouspourikas
- 2011: Dmitri Jurowski[1]
- 2019: Alejo Pérez

Het koor van Opera Ballet Vlaanderen staat onder leiding van:
- 1989: Peter Burian
- 1991: Simon Halsey
- 1994: Andrew Wise
- 1997: Peter Burian
- 2002: Kurt Bikkembergs
- 2008: Yannis Pouspourikas
- 2013: Jan Schweiger

## Galerij

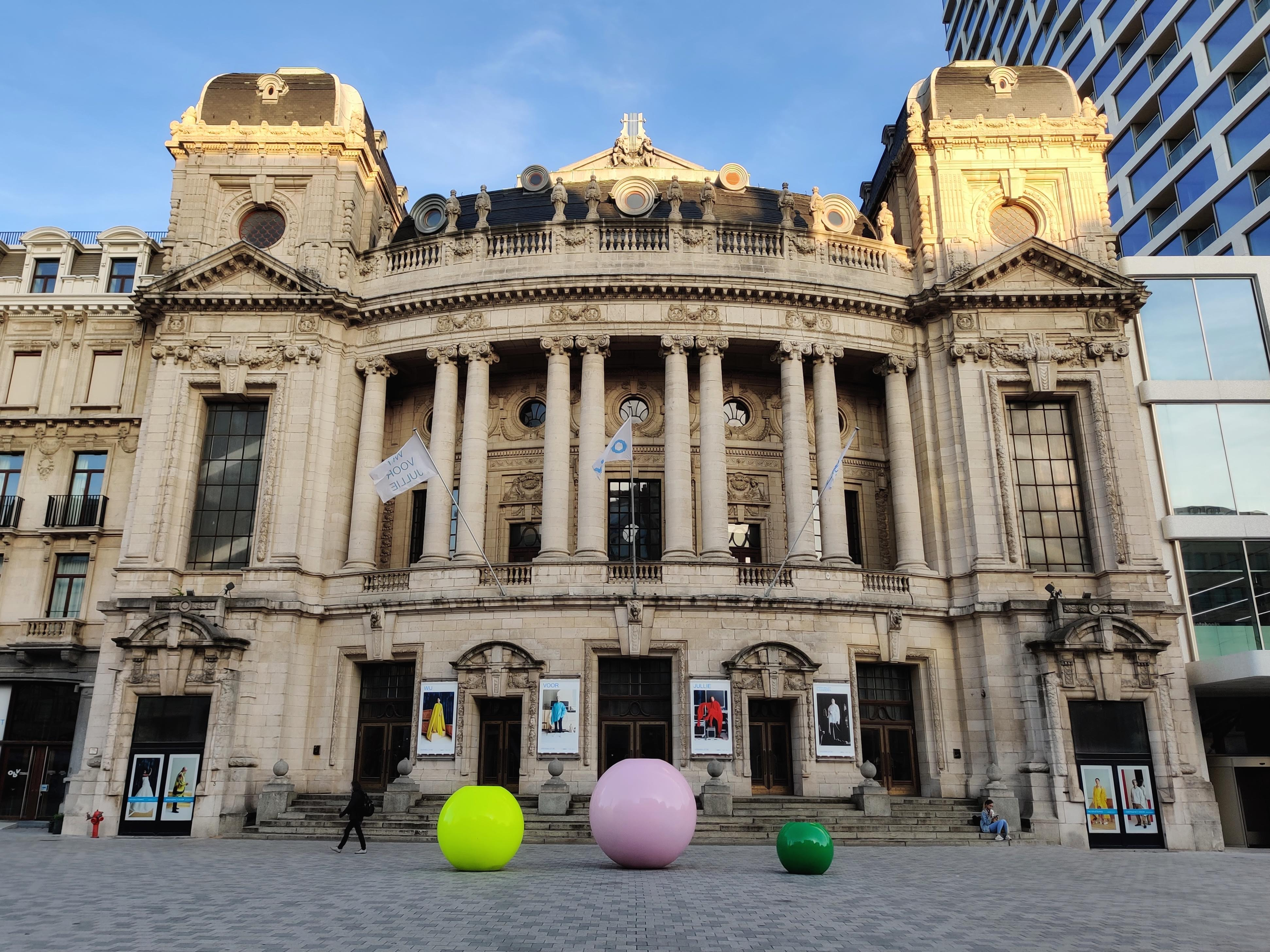
De voorgevel van Opera Antwerpen aan het Operaplein
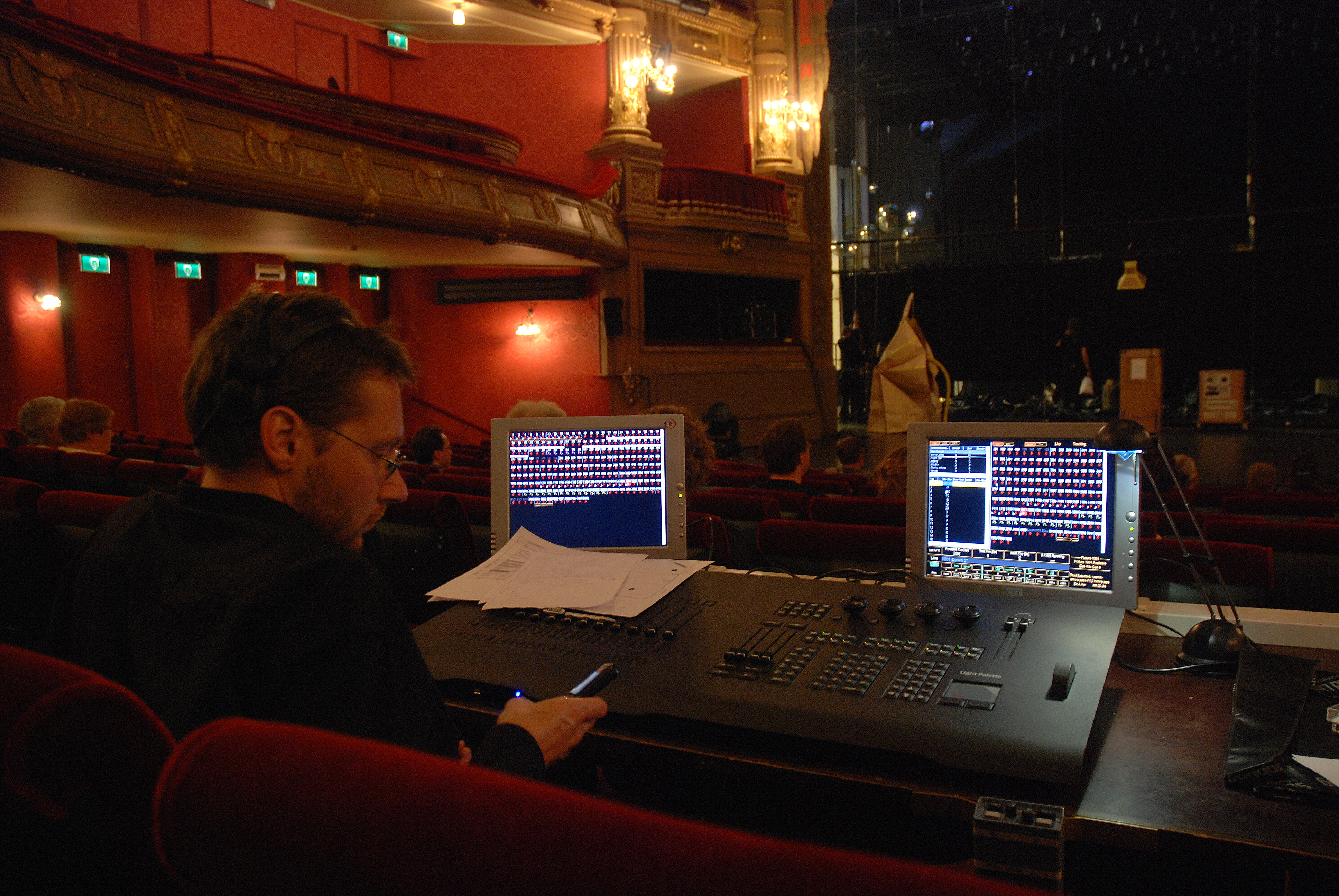
De belichter te Gent
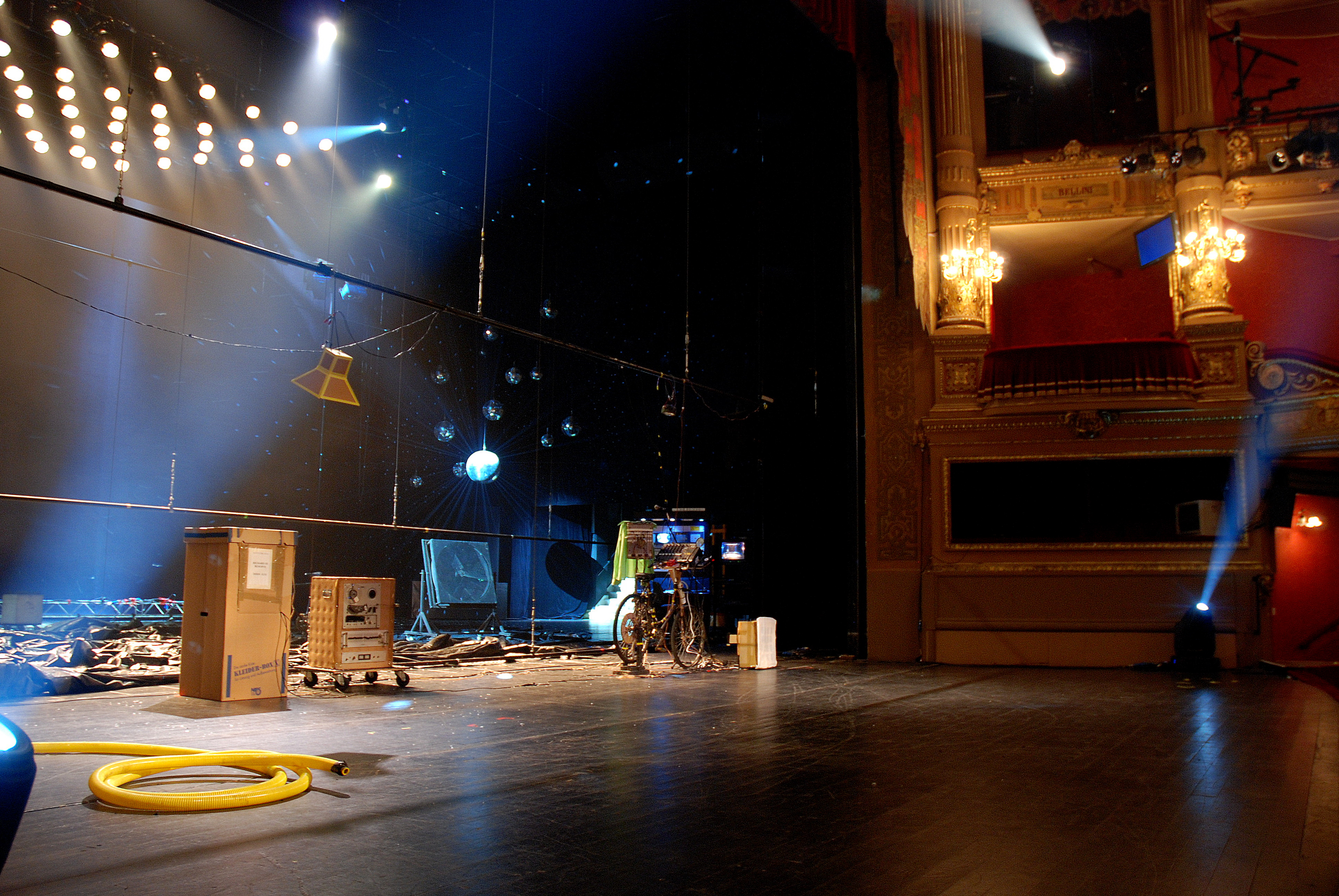
Het podium te Gent
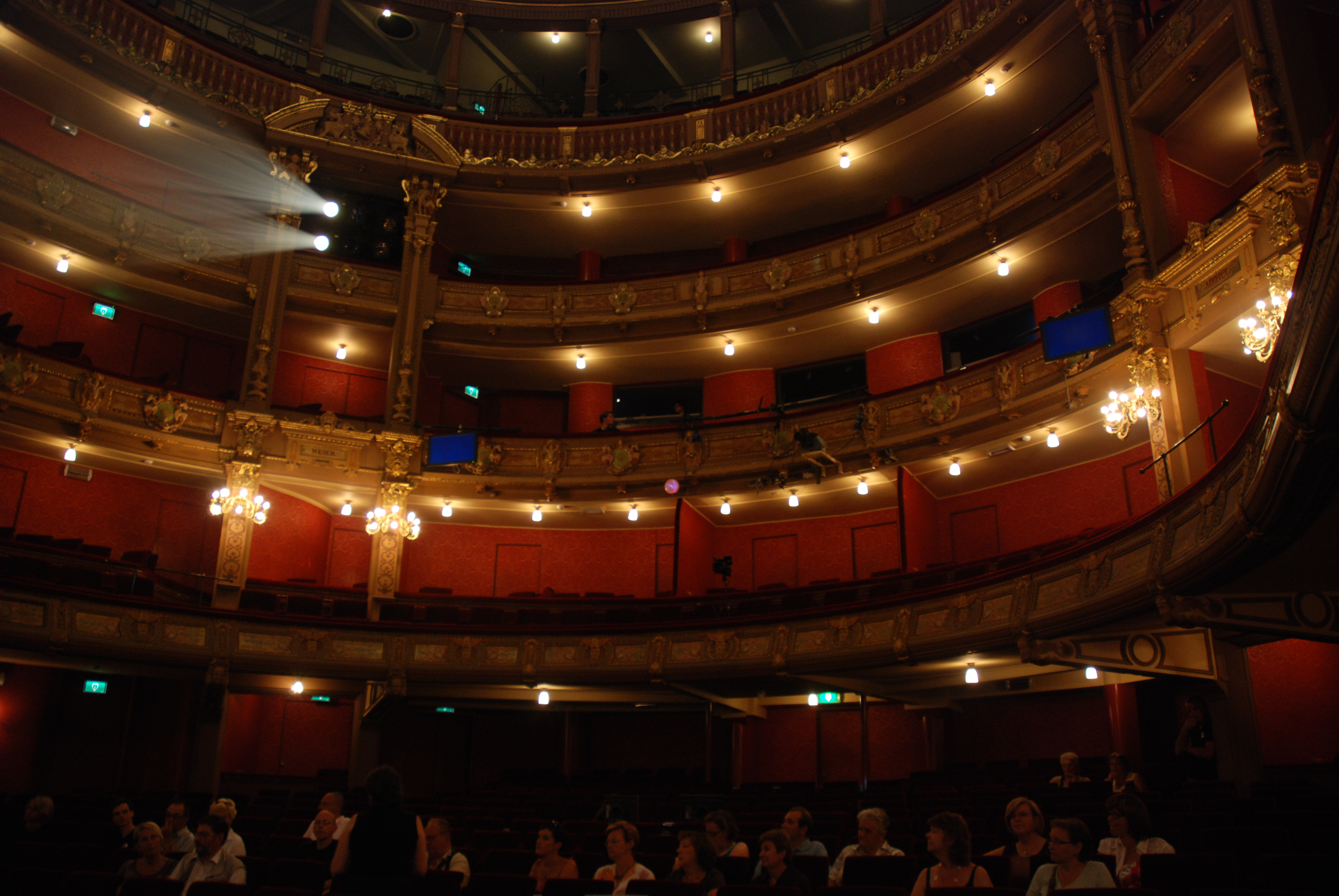
De zaal te Gent
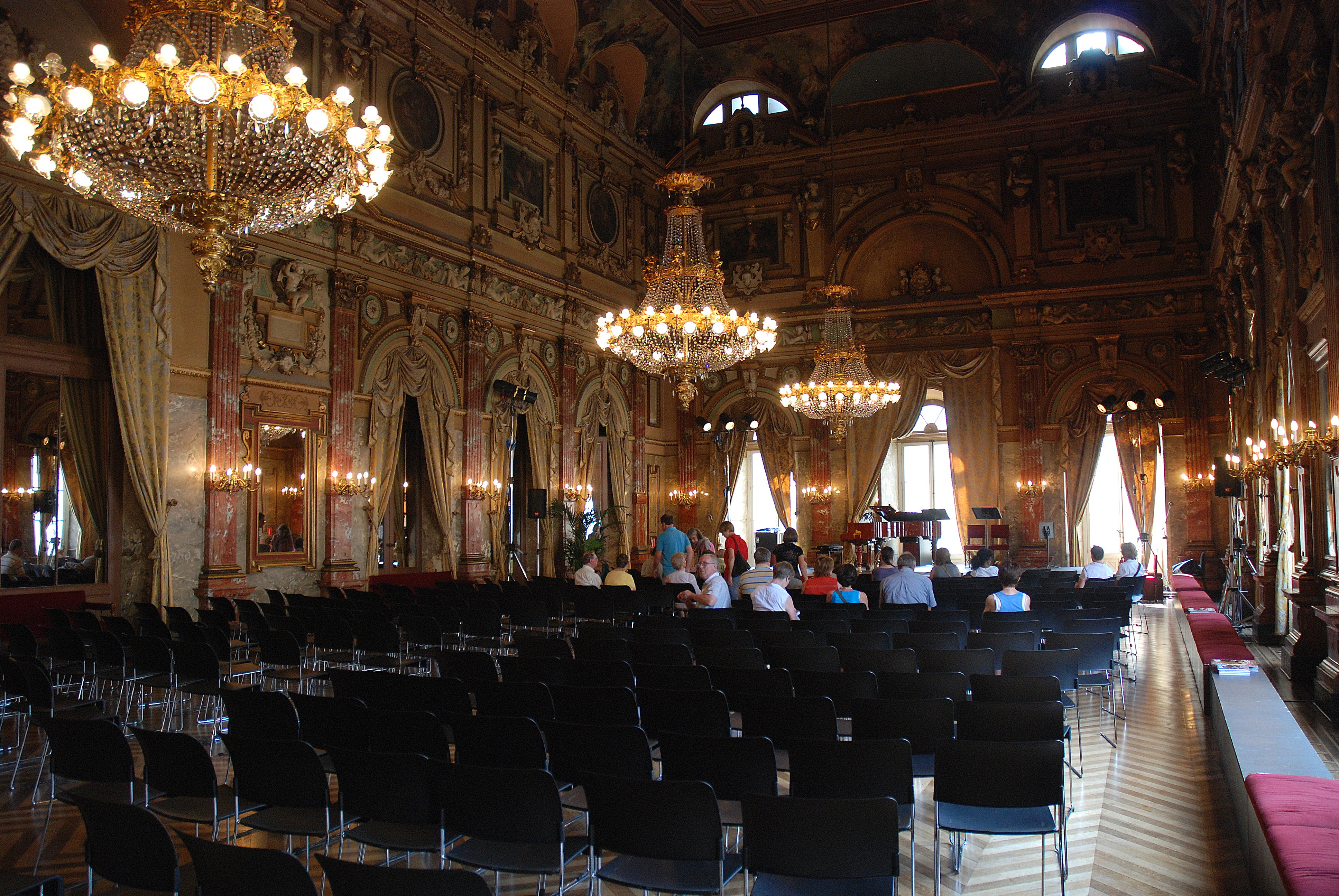
De Lullyzaal te Gent